# Gilbert G. Groud

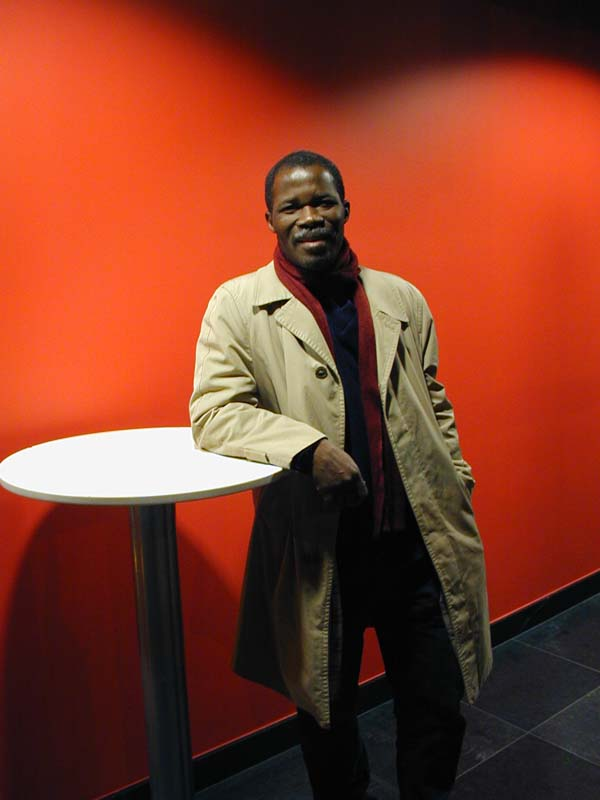
Gilbert G. Groud Oktober 2006 in der Schweiz

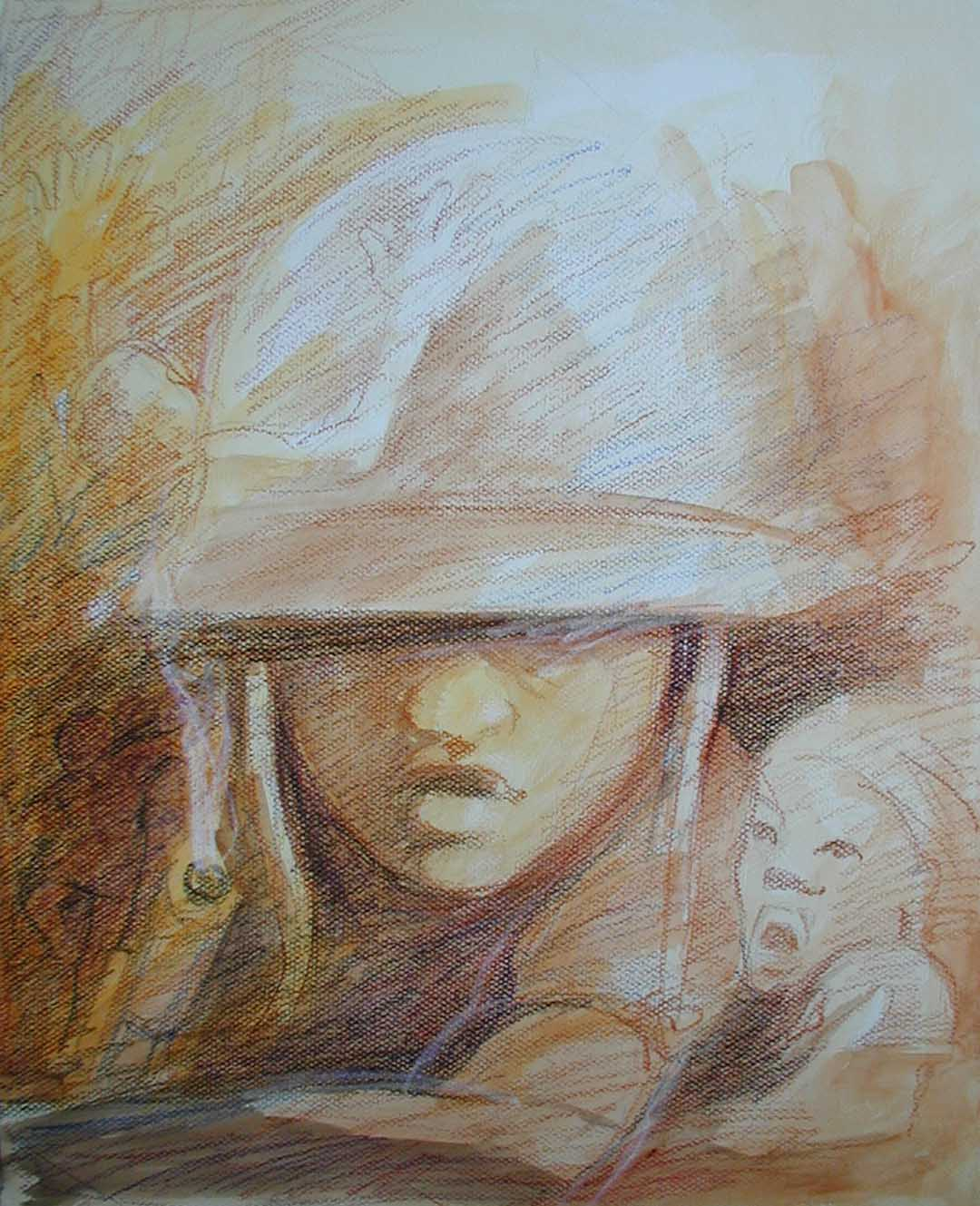
„Kindersoldat in der Elfenbeinküste, Afrika“, Gilbert G. Groud, 2007, Mischtechnik Tusche und Wachs

Gilbert G. Groud (* um 1956 in Toulépleu, Elfenbeinküste) ist ein Maler, Grafiker und Illustrator sowie Autor aus der Elfenbeinküste.

## Biographie
Gilbert Groud wurde gegen 1956 in einem Dorf bei Toulepleu in der Elfenbeinküste geboren. Er hat 23 Geschwister, die nicht alle von der gleichen Mutter stammen, da sein Vater polygam lebte. Von derselben Mutter stammen 7 Geschwister ab.
Zunächst besuchte er so wie alle seine Brüder und einige seiner Schwestern die Schule in seinem Heimatdorf, später ging er in die Stadt, um seine Schulbildung abzuschließen. 1979 begann er an der Universität Institut National des Arts in Abidjan sein Kunststudium und spezialisierte sich auf Kommunikation. Seine Abschlussarbeit schrieb er 1983 über das Thema „Magie Noire“ (Schwarze Magie). Auf Grundlage dieser Arbeit entstand die Trilogie „Magie Noire“. Momentan arbeitet Groud am dritten und letzten Buch der Folge.
Seit 2006 lebt Groud in der Schweiz.

## Engagement
Groud engagiert sich aktiv gegen die Verwendung von Kindern im Krieg. Dieses Problem ist in seiner Heimat, der Elfenbeinküste, weit verbreitet. Er plant mehrere Ausstellungen zum Thema Kindersoldaten in Europa und arbeitet an einem Comic, das den Menschen dieses Thema näher bringen soll.
Groud spricht sich gegen das Praktizieren von sogenannter Schwarzer Magie aus. Seine Bücher sind ein Weg, um seine Vorstellungen zu dem Thema zu verbreiten. Außerdem geht er auf Vortragsreisen nach Frankreich und innerhalb der Schweiz.
Momentan plant er, in Zusammenarbeit mit einer Deutschen einen Comic gegen Beschneidung weiblicher Genitalien herauszubringen.

## Werke
- Magie Noire Herausgeber: Albin Michel, 21. Januar 2003, ISBN 2-226-13642-8
- Tobi l'Adolescent Spezialausgabe für Schulen in der Elfenbeinküste, 2007

| Personendaten    | Personendaten                              |
| ---------------- | ------------------------------------------ |
| NAME             | Groud, G. Gilbert                          |
| KURZBESCHREIBUNG | ivorischer Maler, Grafiker und Illustrator |
| GEBURTSDATUM     | um 1956                                    |
| GEBURTSORT       | Toulépleu, Elfenbeinküste                  |